# Curling a 2012. évi téli ifjúsági olimpiai játékokon
A 2012. évi téli ifjúsági olimpiai játékokon a curling versenyeit január 14-e és január 22-e között rendezték Innsbruckban. Összesen két versenyszámban avattak ifjúsági olimpiai bajnokot.

## Éremtáblázat
(A táblázatokban az egyes számoszlopok legmagasabb értéke, vagy értékei vastagítással kiemelve.)
| A 2012. évi téli ifjúsági olimpiai játékok éremtáblázata curlingben | A 2012. évi téli ifjúsági olimpiai játékok éremtáblázata curlingben | A 2012. évi téli ifjúsági olimpiai játékok éremtáblázata curlingben | A 2012. évi téli ifjúsági olimpiai játékok éremtáblázata curlingben | A 2012. évi téli ifjúsági olimpiai játékok éremtáblázata curlingben | Olimpia  |
| ------------------------------------------------------------------- | ------------------------------------------------------------------- | ------------------------------------------------------------------- | ------------------------------------------------------------------- | ------------------------------------------------------------------- | -------- |
|                                                                     | Ország                                                              | Arany                                                               | Ezüst                                                               | Bronz                                                               | Összesen |
| –                                                                   | Nemzetek vegyes csapatai                                            | 1                                                                   | 1                                                                   | 1                                                                   | 3        |
| 1.                                                                  | Svájc (SUI)                                                         | 1                                                                   | 0                                                                   | 0                                                                   | 1        |
|                                                                     |                                                                     |                                                                     |                                                                     |                                                                     |          |
| 2.                                                                  | Olaszország (ITA)                                                   | 0                                                                   | 1                                                                   | 0                                                                   | 1        |
|                                                                     |                                                                     |                                                                     |                                                                     |                                                                     |          |
| 3.                                                                  | Kanada (CAN)                                                        | 0                                                                   | 0                                                                   | 1                                                                   | 1        |
|                                                                     |                                                                     |                                                                     |                                                                     |                                                                     |          |
| Összesen                                                            | Összesen                                                            | 2                                                                   | 2                                                                   | 2                                                                   | 6        |

## Érmesek
| A 2012. évi téli ifjúsági olimpiai játékok érmesei curlingben |                                                                          |                                                                                       |                                                                              |
| Versenyszám                                                   | Arany                                                                    | Ezüst                                                                                 | Bronz                                                                        |
| Vegyes csapat                                                 | Svájc (SUI) · Michael Brunner · Elena Stern · Romano Meier · Lisa Gisler | Olaszország (ITA) · Amos Mosaner · Denise Pimpini · Alessandro Zoppi · Arianna Losano | Kanada (CAN) · Thomas Scoffin · Corryn Brown · Derek Oryniak · Emily Gray    |
| Vegyes páros                                                  | Michael Brunner · Svájc (SUI) · Nicole Muskatewitz · Németország (GER)   | Martin Sesaker · Norvégia (NOR) · Kim Eun-bi · Dél-Korea (KOR)                        | Korey Dropkin · Egyesült Államok (USA) · Marina Verenich · Oroszország (RUS) |

## Naptár
| 2012. január  | 14                       | 15                       | 16                       | 17                       | 18                                  | 19 | 20               | 21                          | 22                    |
| ------------- | ------------------------ | ------------------------ | ------------------------ | ------------------------ | ----------------------------------- | -- | ---------------- | --------------------------- | --------------------- |
| Vegyes csapat | csoportkör, 1–7. forduló | csoportkör, 1–7. forduló | csoportkör, 1–7. forduló | csoportkör, 1–7. forduló | negyeddöntők, elődöntők, helyosztók |    |                  |                             |                       |
| Vegyes páros  |                          |                          |                          |                          |                                     |    | 16 közé jutásért | nyolcaddöntők, negyeddöntők | elődöntők, helyosztók |